# 938
938 (CMXXXVIII) je bilo navadno leto, ki se je po julijanskem koledarju začelo na ponedeljek.

## Dogodki
- ustanovljen Jenčing.

## Rojstva
- Roman II., bizantinski cesar († 963) (približni datum)
- Gerbert d'Aurillac (Silvester II.), francoski menih, papež, matematik († 1003) (približni datum)